# ستيب (لعبة فيديو)
ستيب (بالإنجليزية: Steep)‏ ، هي لعبة فيديو إلكترونية من نوع رياضة التزلج، طُرحت اللعبة في السوق، في شهر ديسمبر عام 2016م، وتميزت اللعبة باختيار الأماكن العالية في سويسرا أو النمسا ليتم اللاعب بقفزه بكل حرية، عرضت جناح شركة يوبي سوفت الفرنسية للعبة ستيب في معرض إي 3 للألعاب.